# Ammalortoq
Ammalortoq är en sjö i Maniitsoq på Grönland.